# 오파 응게트
오파 응게트(프랑스어: Opa Nguette, 1994년 7월 8일 ~ )는 세네갈 국가대표팀에서 뛰고 있는 세네갈의 프로 축구 선수이다. 그는 공격형 미드필더와 공격수로 활약하고 있다. 응게트는 세네갈에 충성을 바치기 전 18세 이하에서 20세 이하로 국가를 대표했던 프랑스 청소년 국가대표였다.

## 구단 경력
응게트는 프랑스 축구 4부 리그인 샹피오나 드 프랑스 아마추어 수준의 홈 클럽 망투아에서 축구 경력을 시작했다. 2011-12년 시즌, 그는 2011년 8월 13일, 르에르비에와의 리그 경기에서 망투아 소속으로 경기에 데뷔했다.
1주일 후, 그는 망투아를 떠나 프로 클럽 발랑시엔와 열망적인 유소년 계약을 맺었다. 그는 2012년 8월 11일, 1-0으로 이긴 트루아와의 경기에서 교체 출전하며 프로 데뷔 전을 치렀다.

## 국가대표팀 경력
프랑스 청소년 국가대표 출신인 응게트는 2017년 3월 23일, 나이지리아와의 세네갈과의 친선 경기에서 성인 국가대표 데뷔 전을 치렀다.